# ヘブンズ・プリズナー
『ヘブンズ・プリズナー』（原題：Heaven's Prisoners）は、1996年に公開されたアメリカ映画。ジェイムズ・リー・バーク作のデイヴ・ロビショー・シリーズの『天国の囚人』が原作である。

## ストーリー
元殺人課の刑事デイヴ・ロビショーは妻のアニーとレジャーを楽しんでいると、小型飛行機が墜落するのを目撃する。その内部を調べると、刺青をした男とほか3人の遺体が見つかった。唯一生き残った女の子を見つけ、デイヴは家につれて帰る。翌日、麻薬捜査官のマイノス・P・ドートリーヴが訪ねてくる。デイヴはマイノスに刺青の男について聞くが、彼はそんな男はいなかったという。疑問に思ったデイヴは、知り合いのストリッパーであるロビン・ギャディスに刺青の男について聞くと、男の名前はジョニー・ダートスといい、デイヴの幼馴染で麻薬組織のボスであるババ・ロックの運び屋であるという。

## キャスト
| 役名                       | 俳優                                 | 日本語吹き替え               | 日本語吹き替え                                                     |
| 役名                       | 俳優                                 | VHS版                        | テレビ東京版                                                       |
| -------------------------- | ------------------------------------ | ---------------------------- | ------------------------------------------------------------------ |
| デイヴ・ロビショー         | アレック・ボールドウィン             | 山寺宏一                     | 小山力也                                                           |
| アニー・ロビショー         | ケリー・リンチ                       | 佐々木優子                   | 深見梨加                                                           |
| ロビン・ギャディス         | メアリー・スチュアート・マスターソン | 佐藤しのぶ                   | 山像かおり                                                         |
| ババ・ロック               | エリック・ロバーツ                   | 江原正士                     | 大塚芳忠                                                           |
| クローデット・ロック       | テリー・ハッチャー                   | 山像かおり                   | 日野由利加                                                         |
| マイノス・P・ドートリーヴ  | ヴォンディ・カーティス＝ホール       | 稲葉実                       | 廣田行生                                                           |
| バティスト                 | バジャ・ジョラー                     | 水野龍司                     | 牛山茂                                                             |
| アラフェア                 | サマンサ・ラグペイコン               | くまいもとこ                 | 村井かずさ                                                         |
| ディディ・ジャンカーノ     | ジョー・ヴィテレリ                   | 小山武宏                     | 稲垣隆史                                                           |
| ジェリー・ファルゴウト     | タック・ミリガン                     | 梅津秀行                     |                                                                    |
| ヴィクター・ロメロ         | ホーソーン・ジェームズ               | 菅原正志                     |                                                                    |
| エディ・キーツ             | ドン・スターク                       | 大川透                       |                                                                    |
| トゥート                   | カール・A・マクギー                  | 荒川太郎                     |                                                                    |
| 刑事                       | ポール・ギルフォイル                 | 伊藤和晃                     |                                                                    |
| ジャングル・ルームの女主人 | アン・シェディーン                   | 滝沢ロコ                     |                                                                    |
| 役不明又はその他           | N/A                                  | 園部啓一 坂口賢一 棚田恵美子 | 岩崎ひろし 楠見尚己 中田和宏 星野充昭 後藤哲夫 すずき紀子 児玉孝子 |
|                            |                                      |                              |                                                                    |
| 翻訳                       | N/A                                  | 税田春介                     | たかしまちせこ                                                     |
| 演出                       | N/A                                  | 松岡裕紀                     | 高橋剛                                                             |
| 調整                       | N/A                                  | 土屋雅紀                     | 重光秀樹                                                           |
| 録音                       | N/A                                  | 土屋雅紀                     |                                                                    |
| 効果                       | N/A                                  |                              | リレーション                                                       |
| 音響制作                   | N/A                                  | 中西真澄                     |                                                                    |
| プロデューサー             | N/A                                  | 中嶋唯雄                     |                                                                    |
| 制作                       | N/A                                  | プロセンスタジオ             | ケイエスエス                                                       |
| 初回放送                   | N/A                                  | N/A                          | 2000年11月16日 『木曜洋画劇場』                                    |

## スタッフ
- 監督：フィル・ジョアノー
- 製作：レスリー・グリーフ、アンドレ・モーガン、アルバート・S・ルディ
- 製作総指揮：アレック・ボールドウィン、ヒルディ・ゴットリーブ
- 脚本：ハーリー・ペイトン、スコット・フランク
- 撮影：ハリス・サヴィデス
- 音楽：ジョージ・フェントン
- 編集：ウィリアム・スタインカンプ
- 衣裳：オード・ブロンソン=ハワード